# کاتیا کاسین
کاتیا کاسین (انگلیسی: Katja Kassin؛ زاده ۲۴ سپتامبر ۱۹۷۹) نام هنری بازیگر پورنوگرافی اهل آلمان است.

## اوایل زندگی
وی در لایپزیگ، آلمان شرقی زاده شد. در زمان سقوط دیوار برلین او ده سال سن داشت. او پیش از آغاز فعالیت در پورنوگرافی به کالج رفته و همچنین پیشخدمت بود.

## حرفه
کاسین در آلمان در بیست سالگی مدل برهنه شد. نخستین صحنه پورن را در تاریخ مه ۲۰۰۲ در آلمان بازی کرد. وی با درو بریمور بازیگر پورنوگرافی آلمانی قرارداد بست که وی را به رفتن به ایالات متحده دعوت کرد. در مارس ۲۰۰۳ وی برای نخستین بار در آمریکا در یک صحنه پورن در فیلمی به نام «Straight to the A 4» جلوی دوربین رفت. در نخستین ماه فعالیتش در آمریکا او در ۲۵ صحنه بازی کرد.